# Hyundai i30 (GD)
| Sterne im Euro-NCAP-Crashtest (2012) | Fünf Sterne im Euro-NCAP-Crashtest |

Der Hyundai i30 (GD) ist die zweite Generation des Pkw-Modells Hyundai i30 des koreanischen Automobilherstellers Hyundai Motor Company, die im Herbst 2011 der Öffentlichkeit präsentiert wurde.

## Geschichte
Die fünftürige Schrägheckversion wurde auf der IAA in Frankfurt am Main im September 2011 vorgestellt und kam am 23. März 2012 auf den deutschen Markt. Das Modell löste damit den seit Mitte 2007 gebauten Vorgänger i30 (FD) ab. Ab Juni 2012 ergänzte der i30 Kombi das Angebot. Im Februar 2013 wurde die Modellpalette noch durch eine dreitürige Schrägheckversion (von Hyundai als Coupé bezeichnet) erweitert.
Laut Hyundai soll der i30 blue 1.6 CRDi nur 3,7 Liter Diesel auf 100 Kilometer verbrauchen und 97 Gramm CO2 pro Kilometer ausstoßen. Nach der seit Dezember 2011 gültigen PKW-Energieverbrauchskennzeichnungsverordnung entspricht dies zum damaligen Zeitpunkt der Bestwertung A+.

## Karosserievarianten
- fünftüriges Schrägheck (Oktober 2011 bis Januar 2017)
- fünftüriger Kombi (Juni 2012 bis Januar 2017)
- dreitüriges Schrägheck (Coupé, Februar 2013 bis Januar 2017)

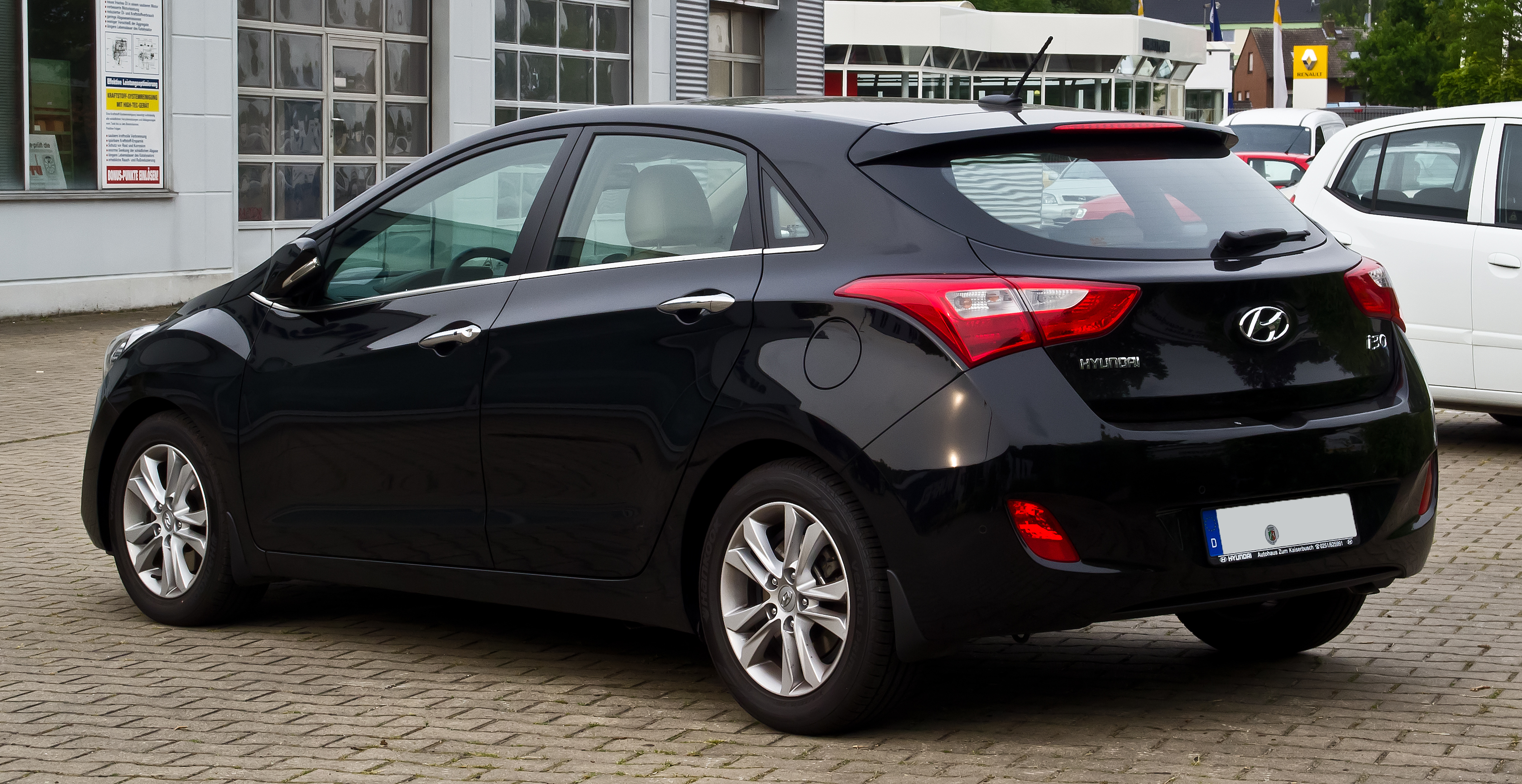
Heckansicht
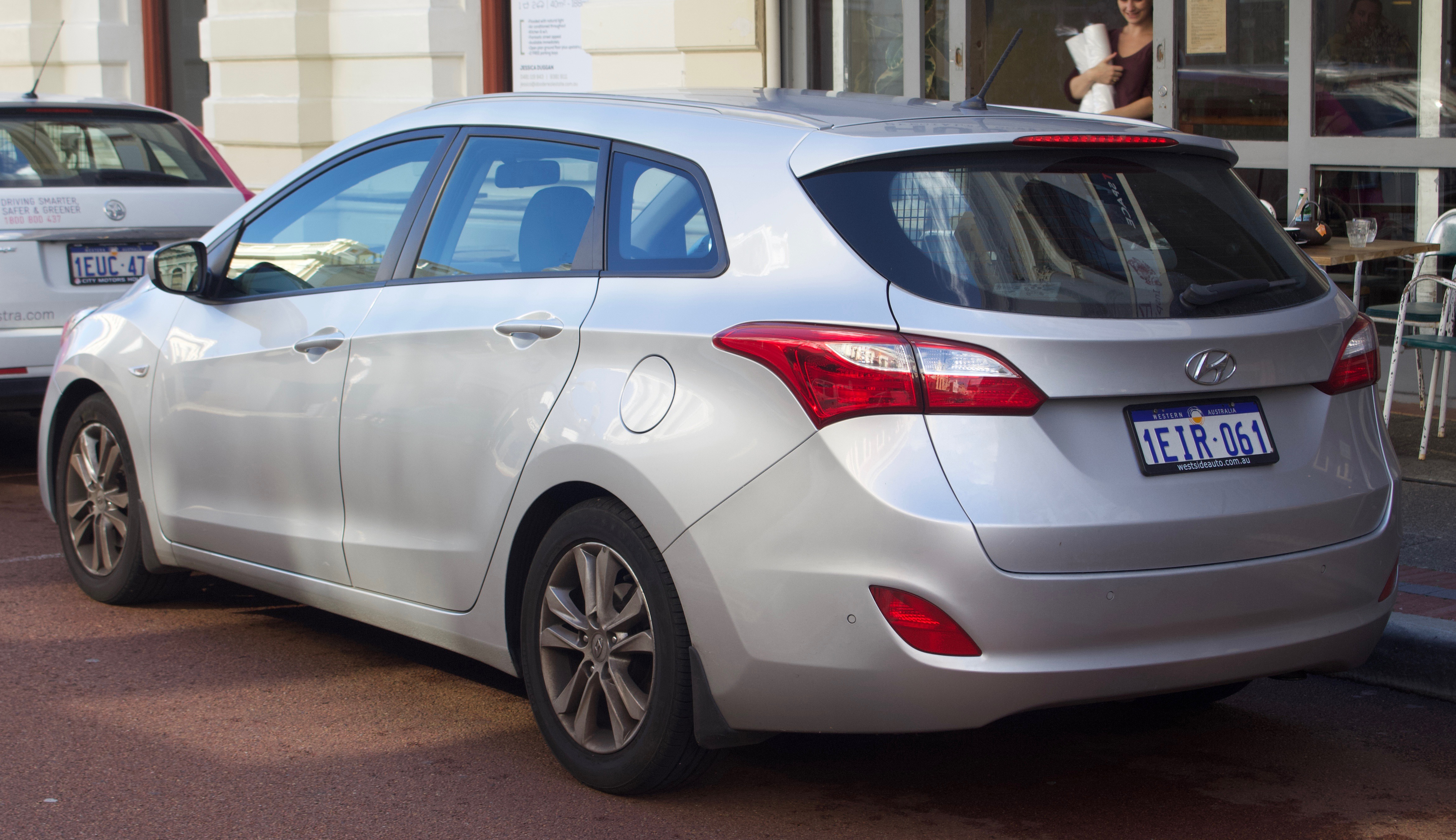
Hyundai i30 Kombi (2012–2015)
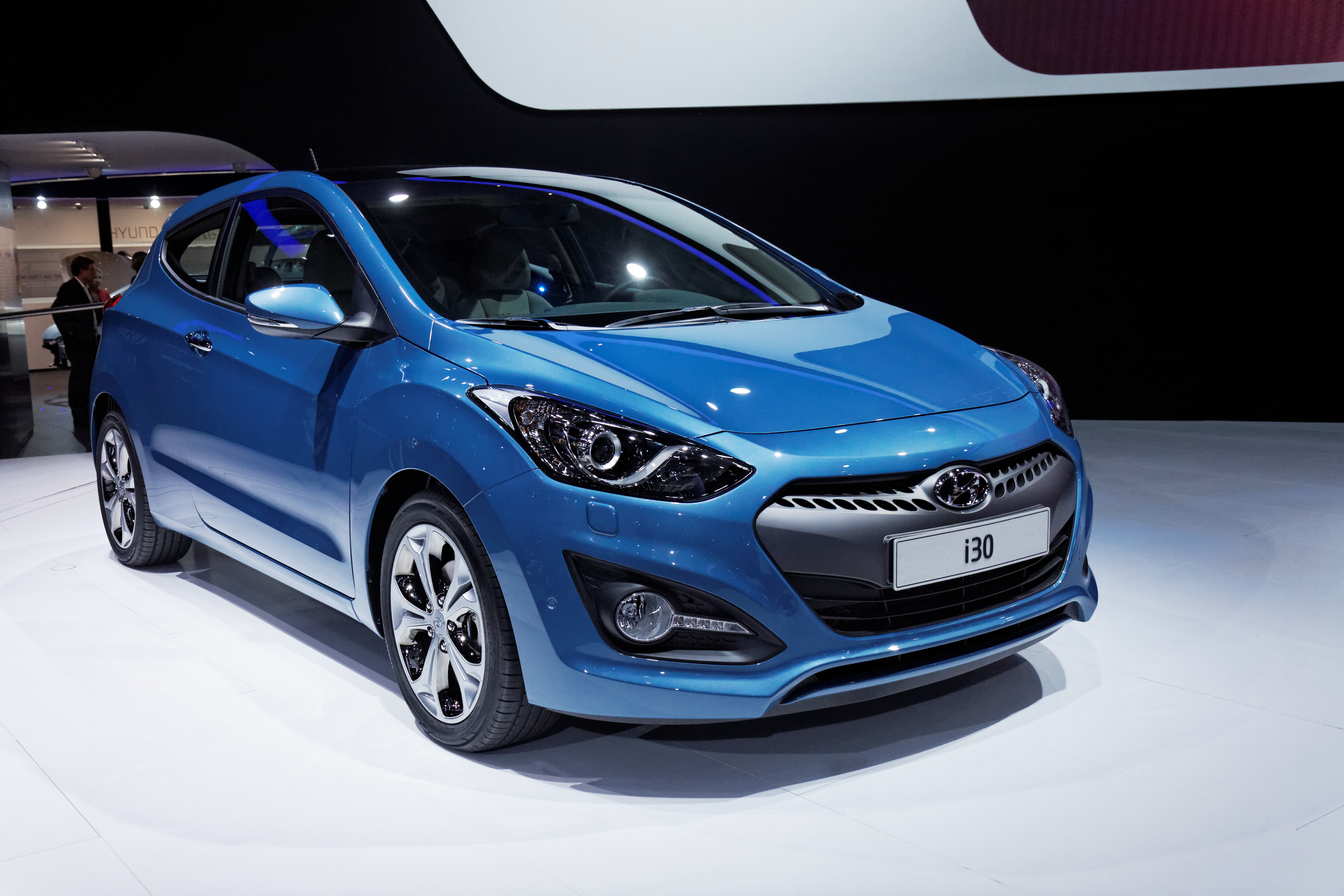
Hyundai i30 Coupé (2013–2015)
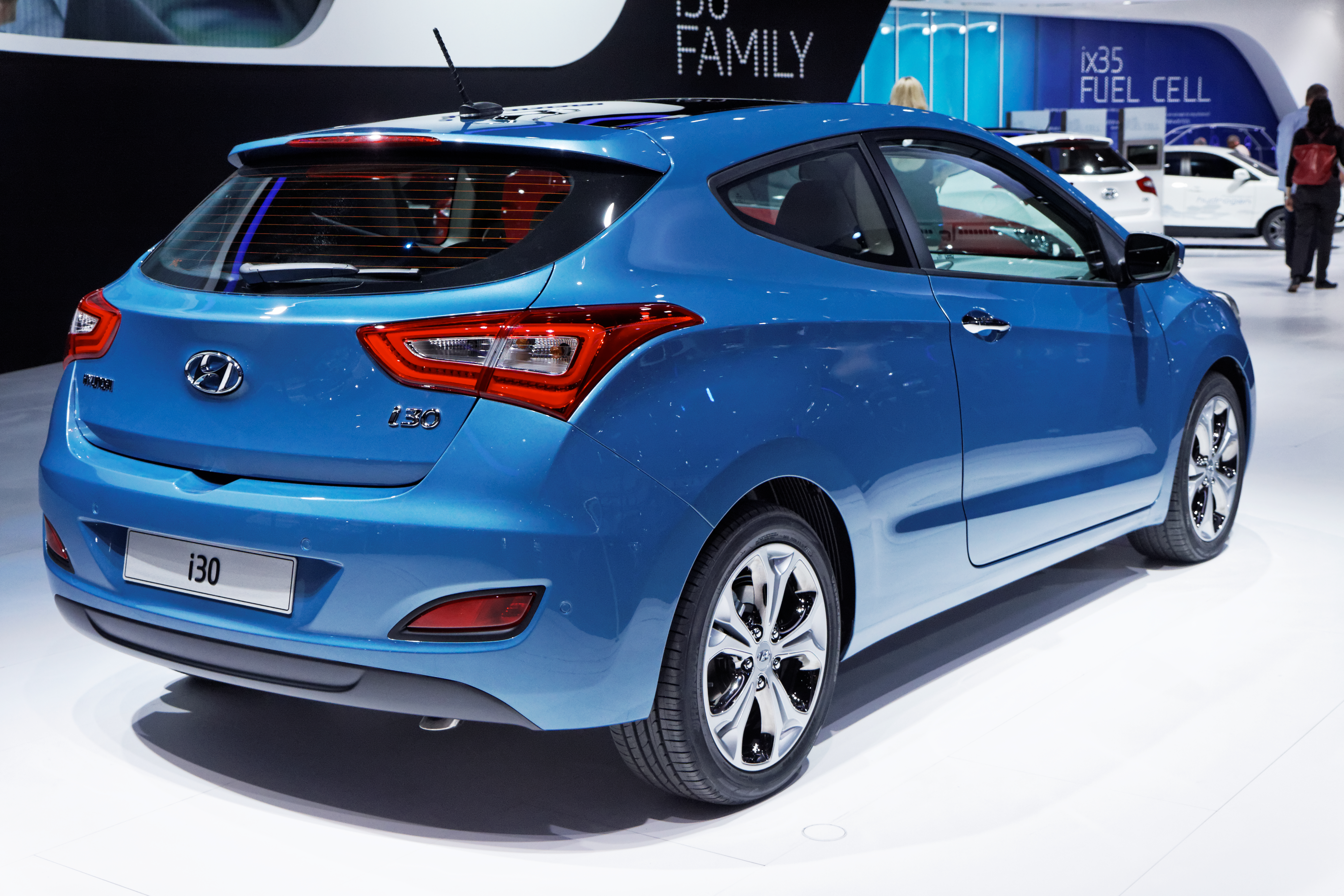
Heckansicht

### Modellpflege
Im März 2015 wurde der i30 optisch wie technisch überarbeitet.
Äußerlich wurde der Hexagonal-Kühlergrill verändert. Mit „Polar White“ und „Orange Caramel“ wurde die Farbpalette erweitert.
Je nach Modell waren auch neue Bi-Xenon-Scheinwerfer erhältlich, die laut Hyundai die Ausleuchtung deutlich verbessern und für mehr Sicherheit sorgen sollten. Auch das Design der Heckleuchten erfuhr leichte Modifikationen.
Bei den Assistenzsystemen verfügte der i30 nun über einen Spurhalteassistent und eine Parkautomatik. Das Spurhaltewarnsystem schlägt Alarm, sobald der Fahrer ohne Blinken die Spur verlässt.
Motorenseitig wurden ebenfalls Verbesserungen durchgeführt: Das Basisaggregat mit 1,4 l und 100 PS wurde komplett neu entwickelt und war dadurch um 14 kg leichter geworden. Beim Verbrauch lag der Einstiegs-Vierzylinder laut Hyundai bei 5,6 Litern auf 100 Kilometer. Dazu kamen ein erneuerter 1,6 CRDi mit 136 PS sowie ein 186 PS starker Turbobenziner als Topmodell der Baureihe. Serienmäßig übernahm ein Sechsgang-Schaltgetriebe die Kraftübertragung, für die beiden 1,6-Liter-Dieselmotoren und den 1,6-Liter-GDI-Benziner war alternativ ein neues 7-Gang-Doppelkupplungsgetriebe erhältlich. Dieses löste die Sechsstufen-Automatik ab.

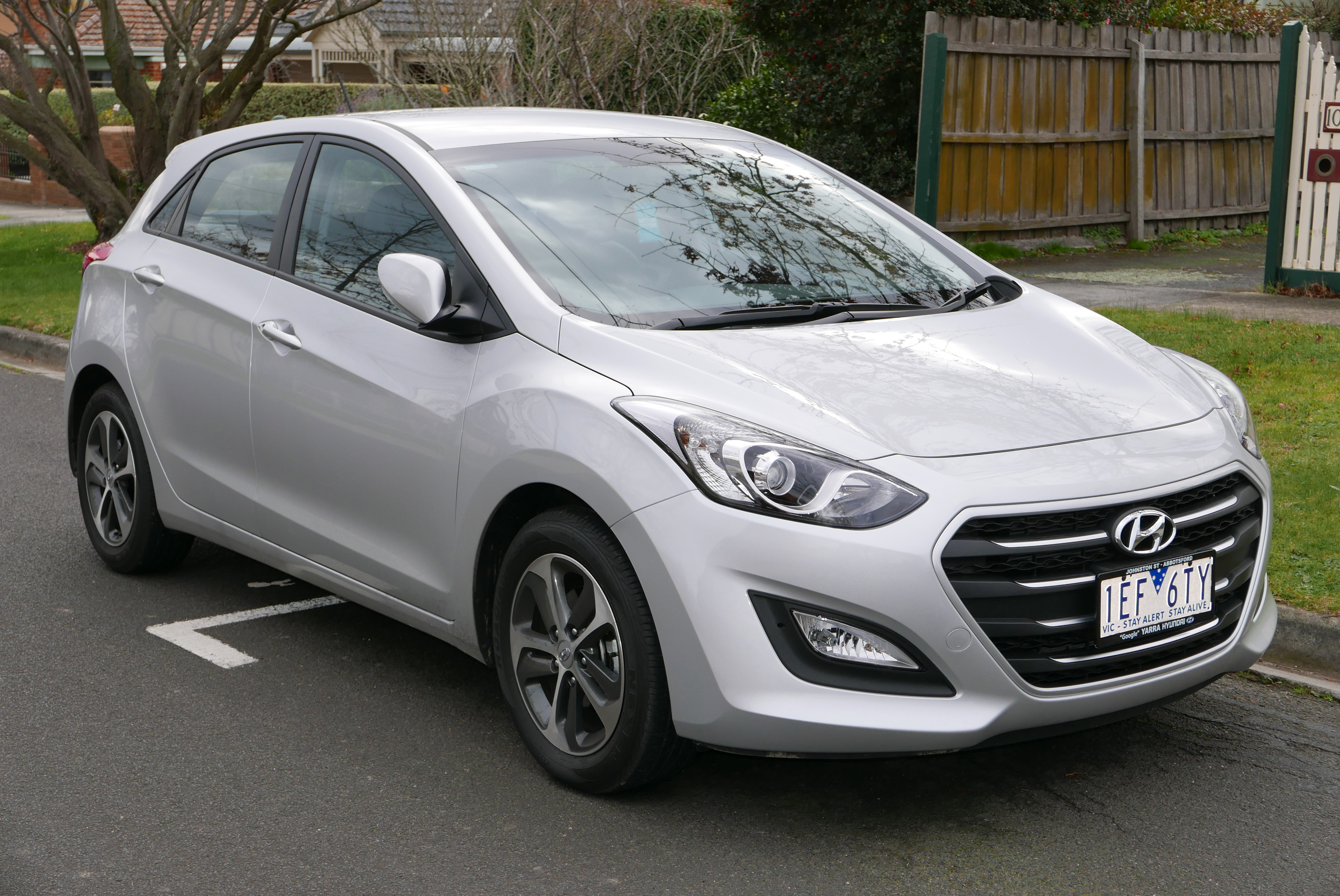
Hyundai i30 (2015–2017)
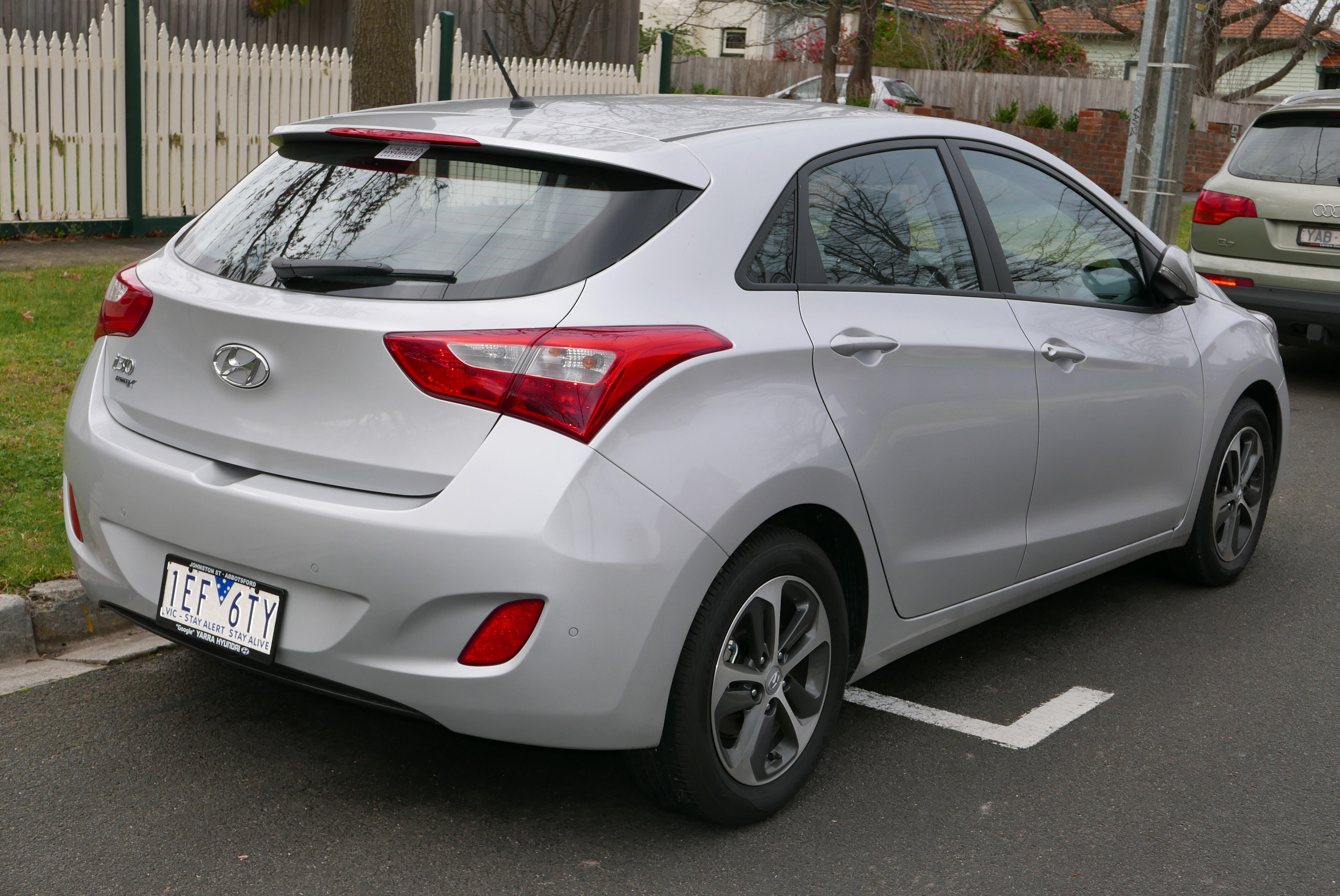
Heckansicht
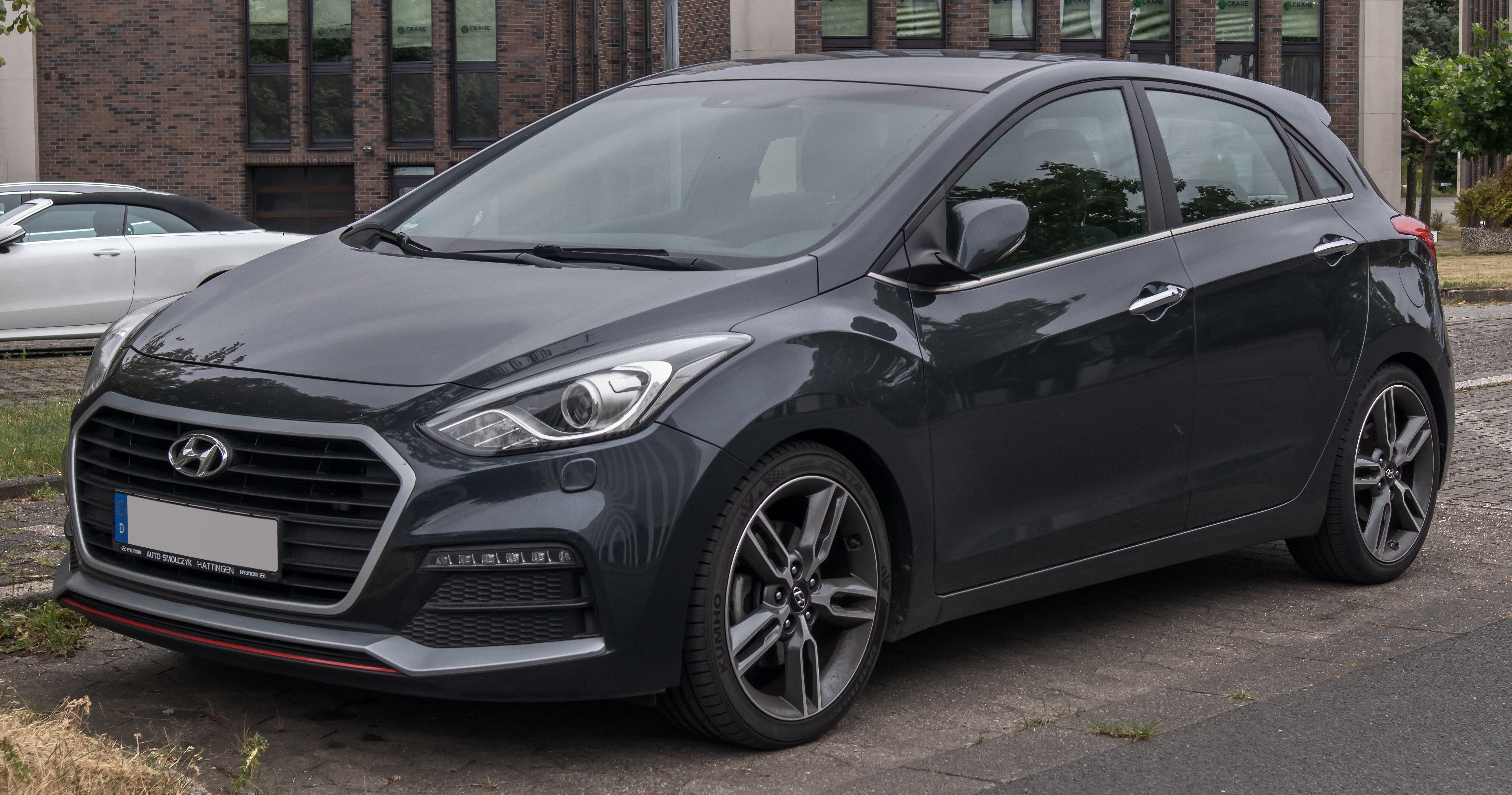
Hyundai i30 Turbo (2015–2017)
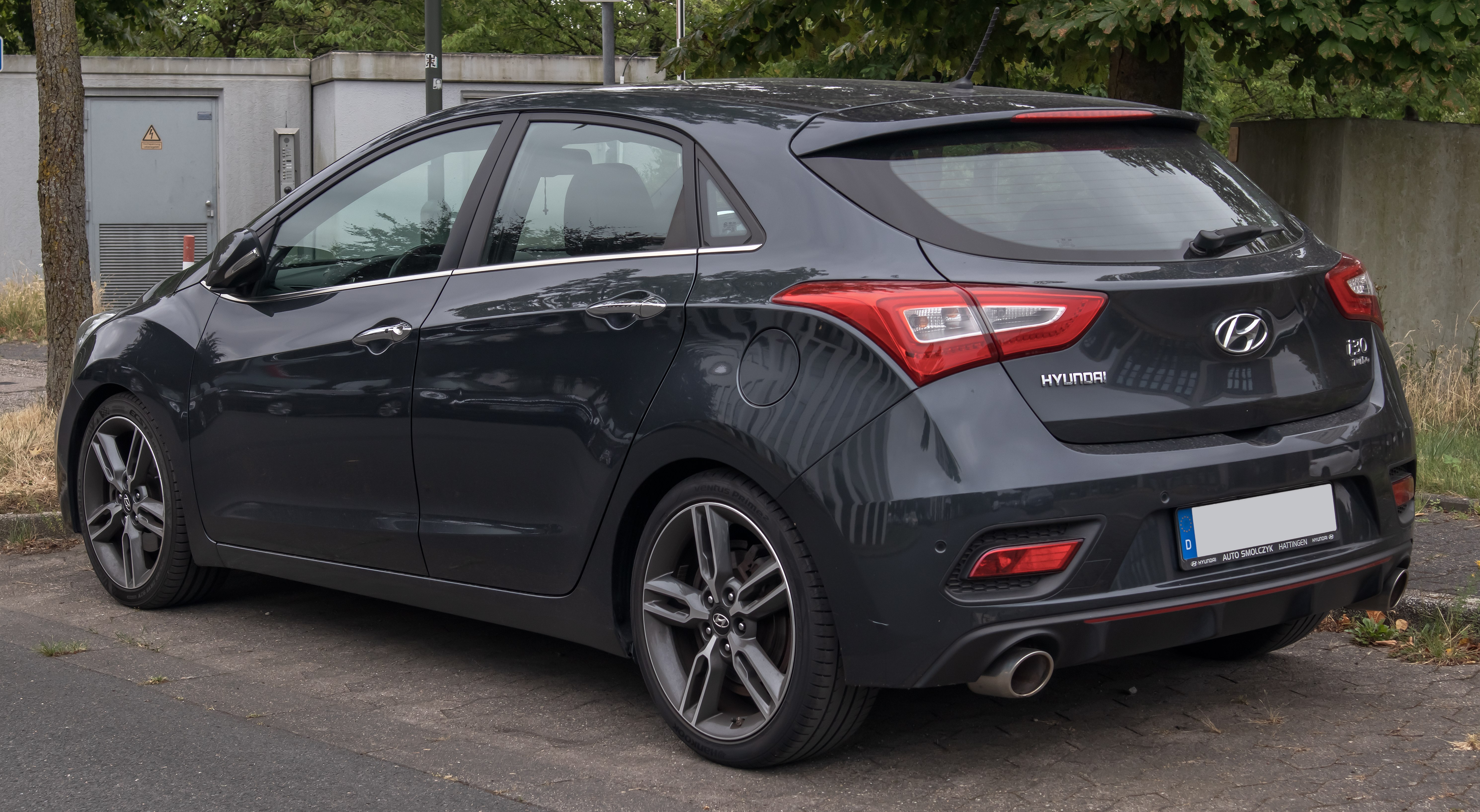
Heckansicht

## Technik
Der unter dem internen Kürzel GD entwickelte und zunächst in Südkorea gebaute Wagen teilte sich mit dem Kia cee’d die Bodengruppe sowie die technische Basis (identische Dieselmotoren). Die Hyundai Motor Manufacturing Czech produzierte den i30 in Nošovice (Tschechische Republik) und die Fahrzeuge erhielten das Modellkürzel GDH.

### Ausstattung
Den Hyundai i30 gab es in Deutschland in den Ausstattungsvarianten Classic, Trend und Style. Das i30 Coupé bildete dagegen eine eigene Modelllinie. In Österreich und der Schweiz gab es ähnliche Ausstattungsvarianten mit den Bezeichnungen Europe, Europe Plus und Premium.
Siehe ausklappbare Navigationslisten:
Sicherheitsausstattung, Licht, Sitze und Reifen:
- Full-Size-Fahrer- und Beifahrerairbag mit sanftem Druckaufbau
- Beifahrerairbag deaktivierbar
- Seitenairbags vorn für Brust und Kopf
- Vorhangairbags bis in den Fond reichend
- Seitenaufprallschutz
- Sicherheitslenksäule neigungs- und längsverstellbar
- Energie-absorbierende Sicherheitskarosserie
- Drei-Punkt-Gurtsystem auf allen Sitzplätzen
- Gurtstraffer und Gurtkraftbegrenzer vorn
- Gurtwarner für alle Plätze
- höhenverstellbare Kopfstützen auf allen Sitzplätzen
- höhenverstellbare Sicherheitsgurte vorn
- Fahrersitz höhenverstellbar
- Rücksitzlehne und -bank 60:40 geteilt, umklappbar
- Isofix-Kindersitzbefestigung hinten auf den äußeren Plätzen
- Alarmanlage
- Antiblockiersystem (ABS) mit Traktionskontrolle und elektronische Bremskraftverteilung (EBV)
- Fahrdynamikregelung ESP (Electronic Stability Control (ESC)) mit integriertem Bremsassistent
- Fahrdynamisches Stabilitätsmanagement (Vehicle stability management, VSM)
- Berganfahrhilfe (Hill-start Assist Control, HAC)
- Notbremssignalisierung, Bremslicht/Warnblinksignal bei Vollbremsung (Emergency Stop Signal, ESS)
- automatische Türentriegelung im Falle eines Unfalls
- automatische Türverriegelung
- elektronische Wegfahrsperre
- Escort-Funktion der Hauptscheinwerfer
- Projektionsscheinwerfer mit Licht-aus-Automatik
- dritte Bremsleuchte
- Nebelscheinwerfer
- Tagfahrlicht LED
- Leuchtweitenregulierung manuell
- Scheibenbremsen hinten
- Scheibenbremsen vorn (innenbelüftet)
- 6,0 J x 15 Stahlfelgen mit 195/65 R15 Bereifung
- Reifen-Pannenset (Tire Mobility Kit)

Außenausstattung:
- Außenspiegel elektrisch einstellbar
- Außenspiegel in Wagenfarbe lackiert
- Dämmung der Motorhaube
- getönte Scheiben rundum
- Heckscheiben-Wisch-Waschanlage (mit Intervall)
- heizbare Heckscheibe mit Timer
- Kühlergrill in Wagenfarbe
- Stoßfänger in Wagenfarbe
- Schutzleisten in Wagenfarbe (vorn und hinten)
- Türgriffe in schwarz

Komfort und Innenausstattung:
- Ablagemöglichkeiten in der Mittelkonsole vorn
- Ablagemöglichkeiten in den Türen
- Brillenablagefach
- Handschuhfach (beleuchtet)
- integriertes CD-Radio mit MP3-Funktion und Digitaluhr
- Anschlüsse für USB, AUX (z. B. iPod)
- 12-V-Bordspannungssteckdose in der Mittelkonsole
- vier Lautsprecher
- Außentemperaturanzeige
- Beleuchtetes Zündschloss
- Bordcomputer mit Reichweitenanzeige, Tageskilometerzähler, Durchschnittsverbrauchanzeige
- Drehzahlmesser
- Antenne auf dem hinteren Teil des Daches
- elektrische Fensterheber vorn, mit Abwärtsautomatik für Fahrer
- Klimaanlage
- Servolenkung mit variabler Lenkkraft-Unterstützung mit den Modi Normal/Comfort/Sport (Flex Steer)
- Funkfernbedienung für Zentralverriegelung
- kühlbares Handschuhfach
- Innenraumbeleuchtung
- Instrumentenbeleuchtung einstellbar
- Komfort-Blinker
- Getränkehalter in der Mittelkonsole (zweimal)
- Gepäckraumabdeckung
- Gepäckraumbeleuchtung
- Befestigungshaken im Kofferraum
- Haltegriff für Beifahrer und Fondpassagiere
- Kosmetikspiegel in den Sonnenblenden mit Abdeckung
- Leseleuchten vorn
- Tankklappen-Fernentriegelung

|                                                                                   | Trend    | Style    | Funktions- Paket | Plus- Paket | Klima- Paket | Licht- Paket | Premium- Paket |
| --------------------------------------------------------------------------------- | -------- | -------- | ---------------- | ----------- | ------------ | ------------ | -------------- |
| Einparkhilfe hinten                                                               | •        | •        | •                | -           | -            | -            | -              |
| Einparkunterstützung seitlich vorn                                                | -        | •        | -                | •           | -            | -            | -              |
| Elektrische Parkbremse                                                            | -        | -        | -                | -           | -            | -            | •              |
| Regensensor                                                                       | -        | •        | -                | •           | -            | -            | -              |
| Leuchtweitenregulierung automatisch                                               | -        | -        | -                | -           | -            | •            | -              |
| Lichtsensor                                                                       | •        | •        | -                | -           | -            | -            | -              |
| Scheinwerferreinigungsanlage                                                      | -        | -        | -                | -           | -            | •            | -              |
| Xenon-Scheinwerfer mit dynamischen Kurvenlicht                                    | -        | -        | -                | -           | -            | •            | -              |
| Außenspiegel beheizbar                                                            | •        | •        | -                | -           | -            | -            | -              |
| Außenspiegel elektrisch anklappbar                                                | •        | •        | -                | -           | -            | -            | -              |
| Außenspiegel automatisch anklappbar bei Verriegelung                              | -        | •        | -                | -           | -            | -            | -              |
| Außenspiegel mit integriertem Blinker                                             | •        | •        | -                | -           | -            | -            | -              |
| Chromzierleiste Unterkante Fensterrahmeneinfassung                                | -        | •        | -                | •           | -            | -            | -              |
| Frontscheibe mit Sonnenschutzkeil                                                 | -        | •        | -                | -           | •            | -            | -              |
| Türgriffe in Wagenfarbe lackiert                                                  | •        | -        | -                | -           | -            | -            | -              |
| Türgriffe verchromt                                                               | -        | •        | -                | -           | -            | -            | -              |
| Türgriffmulden beleuchtet                                                         | -        | •        | -                | -           | -            | -            | -              |
| Umfeldbeleuchtung                                                                 | -        | •        | -                | -           | -            | -            | -              |
| 6,0 J x 15 Leichtmetallfelgen mit 195/65 R15 Bereifung                            | •        | -        | -                | -           | -            | -            | -              |
| 6,0 J x 16 Leichtmetallfelgen mit 205/55 R16 Bereifung                            | -        | •        | -                | •           | -            | -            | -              |
| 7,0 J x 17 Leichtmetallfelgen mit 225/45 R17 Bereifung                            | -        | optional | -                | -           | -            | -            | -              |
| Ablagemöglichkeit in der Mittelarmlehne vorne                                     | •        | •        | •                | -           | -            | -            | -              |
| Ablagebox unter dem Kofferraumboden                                               | -        | -        | -                | -           | -            | •            | -              |
| Ablagetaschen an der Rückseite der Vordersitze                                    | •        | •        | -                | -           | -            | -            | -              |
| Aschenbecher (flexibel)                                                           | •        | •        | -                | -           | -            | -            | -              |
| Bluetooth / Freisprecheinrichtung                                                 | -        | •        | •                | •           | -            | -            | -              |
| Fernbedienung des Audiosystems über das Lenkrad                                   | •        | •        | •                | -           | -            | -            | -              |
| 6 Lautsprecher inkl. 2 Hochtöner                                                  | •        | •        | •                | -           | -            | -            | -              |
| Einklemmschutz und Auto-Down/Up-Funktion bei allen Fenstern                       | -        | •        | -                | -           | -            | -            | •              |
| Elektrische Fensterheber hinten                                                   | •        | •        | -                | -           | -            | -            | -              |
| 2-Zonen Klimaautomatik                                                            | -        | •        | -                | -           | •            | -            | -              |
| Luftauslassdüsen hinten                                                           | -        | -        | -                | -           | -            | -            | •              |
| Geschwindigkeitsregelanlage mit Limiter                                           | -        | •        | -                | •           | -            | -            | -              |
| Getränkehalter in der hinteren Mittelarmlehne                                     | •        | •        | -                | -           | -            | -            | -              |
| Hochauflösende TFT-LCD-Instrumentenanzeige                                        | -        | -        | -                | -           | -            | •            | -              |
| Innenspiegel automatisch abblendend                                               | -        | •        | -                | •           | -            | -            | -              |
| Kosmetikspiegel beleuchtet                                                        | •        | •        | -                | -           | -            | -            | -              |
| Lederlenkrad und Lederschaltknauf                                                 | •        | •        | -                | -           | -            | -            | -              |
| Mittelarmlehne verschiebbar                                                       | -        | •        | -                | •           | -            | -            | -              |
| Scheibenwischer-Enteiser                                                          | -        | •        | -                | •           | -            | -            | -              |
| Türinnenverkleidung in Leder                                                      | -        | -        | -                | -           | -            | -            | •              |
| Verchromte Türgriffe innen                                                        | •        | •        | -                | -           | -            | -            | -              |
| Zigarettenanzünder                                                                | •        | •        | -                | -           | -            | -            | -              |
| 12-V-Bordspannungssteckdose im Gepäckraum                                         | •        | •        | •                | -           | -            | -            | -              |
| Sitzpolsterung in Stoff TREND                                                     | •        | -        | -                | -           | -            | -            | -              |
| Sitzpolsterung in Stoff-Leder-Kombination STYLE                                   | -        | •        | -                | -           | -            | -            | -              |
| Sitzpolsterung in Leder                                                           | -        | -        | -                | -           | -            | -            | •              |
| Fahrersitz elektrisch einstellbar mit elektrisch einstellbarer Lendenwirbelstütze | -        | -        | -                | -           | -            | -            | •              |
| Beifahrersitz höhenverstellbar                                                    | •        | •        | -                | -           | -            | -            | -              |
| Sitzheizung vorn                                                                  | -        | •        | -                | -           | •            | -            | -              |
| Radio-Navigationssystem mit Kartendarstellung und Rückfahrkamera, Bluetooth       | optional | optional | -                | -           | -            | -            | -              |
| Panorama-Glas-Schiebedach (nicht für blue 1.6 CRDi)                               | optional | optional | -                | -           | -            | -            | -              |

### Technische Daten
|                                              | 1.4 CVVT                 | 1.4 blue                 | 1.6 MPI                              | 1.6 GDI                                              | 1.6 GDI Turbo                                                  | 1.4 CRDi                                                       | 1.6 CRDi                                                       | 1.6 CRDi                                                       | blue 1.6 CRDi                                                  | blue 1.6 CRDi                                                  |
| -------------------------------------------- | ------------------------ | ------------------------ | ------------------------------------ | ---------------------------------------------------- | -------------------------------------------------------------- | -------------------------------------------------------------- | -------------------------------------------------------------- | -------------------------------------------------------------- | -------------------------------------------------------------- | -------------------------------------------------------------- |
| Bauzeitraum:                                 | 10/2011–02/2015          | 03/2015–01/2017          | 10/2011–01/2017                      | 10/2011–01/2017                                      | 03/2015–01/2017                                                | 10/2011–02/2015                                                | 10/2011–01/2017                                                | 10/2011–04/2015                                                | 10/2011–04/2015                                                | 03/2015–01/2017                                                |
| Motortyp:                                    | R4-Ottomotor             | R4-Ottomotor             | R4-Ottomotor                         | R4-Ottomotor                                         | R4-Ottomotor                                                   | R4-Dieselmotor                                                 | R4-Dieselmotor                                                 | R4-Dieselmotor                                                 | R4-Dieselmotor                                                 | R4-Dieselmotor                                                 |
| Motorbauart:                                 | Vierzylinder-Reihenmotor | Vierzylinder-Reihenmotor | Vierzylinder-Reihenmotor             | Vierzylinder-Reihenmotor mit Direkteinspritzung      | Vierzylinder-Reihenmotor mit Direkteinspritzung und Turbolader | Vierzylinder-Dieselmotor mit Direkteinspritzung und Turbolader | Vierzylinder-Dieselmotor mit Direkteinspritzung und Turbolader | Vierzylinder-Dieselmotor mit Direkteinspritzung und Turbolader | Vierzylinder-Dieselmotor mit Direkteinspritzung und Turbolader | Vierzylinder-Dieselmotor mit Direkteinspritzung und Turbolader |
| Ventile                                      | 16                       | 16                       | 16                                   | 16                                                   | 16                                                             | 16                                                             | 16                                                             | 16                                                             | 16                                                             | 16                                                             |
| Hubraum:                                     | 1396 cm³                 | 1368 cm³                 | 1591 cm³                             | 1591 cm³                                             | 1591 cm³                                                       | 1396 cm³                                                       | 1582 cm³                                                       | 1582 cm³                                                       | 1582 cm³                                                       | 1582 cm³                                                       |
| max. Leistung bei min-1:                     | 73 kW (99 PS)/ 5500      | 74 kW (100 PS)/ 6000     | 88 kW (120 PS)/ 6300                 | 99 kW (135 PS)/ 6300                                 | 137 kW (186 PS)/ 5500                                          | 66 kW (90 PS)/ 4000                                            | 81 kW (110 PS)/ 4000                                           | 94 kW (128 PS)/ 4000                                           | 94 kW (128 PS)/ 4000                                           | 100 kW (136 PS)/ 4000                                          |
| max. Drehmoment bei min-1:                   | 137 Nm/4200              | 134 Nm/3500              | 156 Nm/4850                          | 164 Nm/4850                                          | 265 Nm/1500–4500                                               | 220 Nm/1500–2750                                               | 260 Nm/1900–2750                                               | 260 Nm/1900–2750                                               | 260 Nm/1900–2750                                               | 280 Nm/1500–3000 (300 Nm/1750–2500) 2                          |
| Antriebsart:                                 | Vorderradantrieb         | Vorderradantrieb         | Vorderradantrieb                     | Vorderradantrieb                                     | Vorderradantrieb                                               | Vorderradantrieb                                               | Vorderradantrieb                                               | Vorderradantrieb                                               | Vorderradantrieb                                               | Vorderradantrieb                                               |
| Getriebe, serienmäßig:                       | 6-Gang-Schaltgetriebe    | 6-Gang-Schaltgetriebe    | 6-Gang-Schaltgetriebe                | 6-Gang-Schaltgetriebe                                | 6-Gang-Schaltgetriebe                                          | 6-Gang-Schaltgetriebe                                          | 6-Gang-Schaltgetriebe                                          | 6-Gang-Schaltgetriebe                                          | 6-Gang-Schaltgetriebe                                          | 6-Gang-Schaltgetriebe                                          |
| Getriebe, optional:                          | –                        | –                        | 6-Stufenautomatik                    | 6-Stufenautomatik/ 7-Gang-DCT 1                      | –                                                              | –                                                              | 6-Stufenautomatik/ 7-Gang-DCT 1                                | 6-Stufenautomatik                                              | –                                                              | 7-Gang-DCT 2                                                   |
| Höchstgeschwindigkeit:                       | 182 km/h                 | 183 km/h                 | 192 km/h (Automatik: 192 km/h)       | 195 km/h (Automatik: 192 km/h) [195 km/h]            | 219 km/h                                                       | 170 km/h                                                       | 185 km/h (Automatik: 180 km/h) [ 185 km/h ]                    | 197 km/h (Automatik: 186 km/h)                                 | 188 km/h                                                       | 197 km/h [ 200 km/h ]                                          |
| Beschleunigung, 0–100 km/h:                  | 13,2 s                   | 12,7 s                   | 10,9 s (Automatik: 11,9 s)           | 9,9 s (Automatik: 11,0 s) [10,7 s]                   | 8,0 s                                                          | 13,5 s                                                         | 11,5 s (Automatik: 12,3 s) [ 11,8 s ]                          | 10,9 s (Automatik: 11,7 s)                                     | 10,9 s                                                         | 10,2 s [10,5 s ]                                               |
| Kraftstoffverbrauch auf 100 km (kombiniert): | 6,0 l Super              | 5,6 l Super              | 6,4 l Super (Automatik: 6,8 l Super) | 5,7 l Super (Automatik: 6,7 l Super) [ 5,8 l Super ] | 7,3 l Super                                                    | 4,1 l Diesel                                                   | 4,0 l Diesel (Automatik: 5,5 l Diesel) [ 4,2 l Diesel ]        | 4,1 l Diesel (Automatik: 5,5 l Diesel)                         | 3,7 l Diesel                                                   | 3,8 l Diesel [ 4,2 l Diesel ]                                  |
| CO2-Emission, kombiniert:                    | 139 g/km                 | 129 g/km                 | 146 g/km (Automatik: 159 g/km)       | 134 g/km (Automatik: 157 g/km) [ 136 g/km ]          | 169 g/km                                                       | 109 g/km                                                       | 104 g/km (Automatik: 145 g/km) [ 109 g/km ]                    | 108 g/km (Automatik: 145 g/km)                                 | 97 g/km                                                        | 99 g/km [102 g/km ]                                            |
| Abgasnorm nach EU-Klassifikation:            | Euro 5                   | Euro 6                   | Euro 5                               | Euro 5                                               | Euro 6                                                         | Euro 5                                                         | Euro 5                                                         | Euro 5                                                         | Euro 5                                                         | Euro 6                                                         |